# ハインリヒ5世 (ケルンテン公)
ハインリヒ5世（ドイツ語：Heinrich V., ? - 1161年10月12日）は、ヴェローナ辺境伯（在位：1144年 - 1151年）およびケルンテン公（在位：1144年 - 1161年）。同時代の年代記作者フライジングのオットーによると、「勇敢で、武道において十分に訓練を積んだ人物」であったという。

## 生涯
ハインリヒ5世はケルンテン公ウルリヒ1世とバーデン辺境伯ヘルマン2世の娘ユーディトの間の長男である。ハインリヒ5世はシュタイアーマルク辺境伯レオポルトの娘でシュターデ伯ルドルフ2世の寡婦であったエリーザベトと結婚したが、子供は生まれなかった。まだ若年のうちに父の跡を継いでケルンテン公となった。1147年、裕福な大叔父トリクセン伯ベルンハルト（祖父エンゲルベルトの弟）は、ケルンテンおよびシュタイアーマルクのマルク・アン・デア・ドラウにおける領地とミニステリアーレを、自身の妃クニグンデの甥でハインリヒ5世の妃エリーザベトの兄シュタイアーマルク辺境伯オットカール3世に遺贈した。
1151年、母方の伯父バーデン辺境伯ヘルマン3世に、976年以来ケルンテン公が保持していたヴェローナ辺境伯領が与えられた。しかしハインリヒ5世がこの北イタリアの広大な領土を失うことに反対したという記録はない。1158年、グルク司教ロマン1世は自身の教区のフォークタイをハインリヒ5世に与えたが、聖俗両方の不在領主の領地を多く持つハインリヒ5世にとっては小さいものでしかなかった。ハインリヒ5世は1154年から1155年、および1158年から1160年にかけての皇帝フリードリヒ1世の北イタリア遠征に参加した。フライジングのオットーは1155年半ばに皇帝の許しを得て帰還した高位の人々のなかにハインリヒ5世を挙げている。オットーの後継者であるラーエヴィンは、1158年の遠征の間に、ハインリヒ5世とオーストリア公ハインリヒ2世が600人の射手からなるハンガリー人部隊の指揮権を与えられ、指揮下にあるハンガリー貴族が「via Canalis」の名で知られたヴァル・カナーレを行進しヴェローナ辺境伯領に入ったことを伝えている。
ハインリヒ5世は1160年から1161年にかけて東ローマ皇帝マヌエル1世コムネノスに対して皇帝フリードリヒ1世が派遣した大使団のメンバーであった。ハインリヒ5世の弟イストリア辺境伯エンゲルベルト3世が、マヌエル1世の皇后ベルタの妹マティルデと結婚していたことから、恐らくハインリヒ5世が派遣されたものとみられる。ドイツへの帰還の途中で、ハインリヒ5世はタリアメント川の河口で溺死し、ロザッツォの修道院に埋葬された。弟ヘルマンがケルンテン公位を継承した。